# Grenzschutzkorps der polnischen Armee

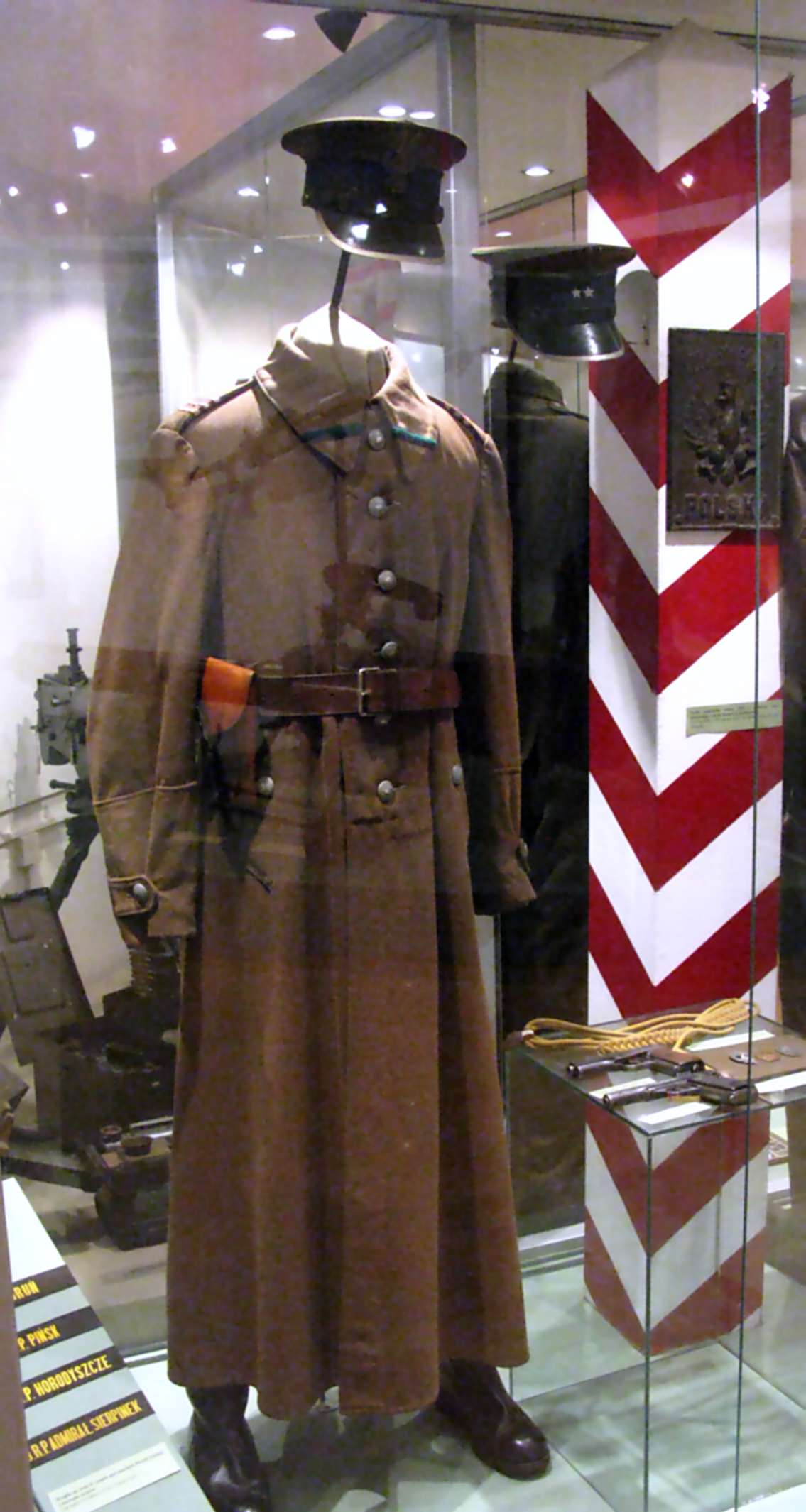
Uniform des Grenzschutzkorps

Das Grenzschutzkorps (polnisch Korpus Ochrony Pogranicza, KOP) war eine polnische Militärformation, gegründet 1924, die die östlichen Grenzen Polens vor einem möglichen sowjetischen Angriff schützen sollte.
Es war Teil der polnischen Armee, unterstand aber dem Ministerium für Innere Angelegenheiten. 
Das KOP bestand aus sechs Brigaden mit insgesamt 20.000 Mann, ein großer Teil davon ukrainischer, belarussischer und deutscher Herkunft.
Das KOP übernahm die Hauptlast beim Abwehrkampf gegen die ab dem 17. September 1939 vordringenden sowjetischen Truppen.

## Befehlshaber
- 1924–1929: General Henryk Odrowąż-Minkiewicz
- 1929–1930: Oberst Stanisław Tessaro
- 1930–1939: General Jan Kruszewski
- 1939–9999: General Wilhelm Orlik-Rückemann

## Wichtige Kämpfe unter Orlik-Rückemann
- Schlacht bei Szack (bei Kowel), 28. September 1939
- Schlacht von Wytyczno (bei Włodawa), 1. Oktober 1939